# Iglesia de Ardeshen
La iglesia de Ardeshen (en turco: Ardeşen Kilisesi; en georgiano: არდაშენის ეკლესია), también conocida como Jibistasi, es un edificio religioso de la iglesia ortodoxa georgiana situada en Ardeshen, provincia de Rize (Turquía).

## Historia
La fecha de la construcción de la iglesia se remonta a la Edad Media, adyacente al llamado período bizantino tardío. Basándose en las características arquitectónicas, los autores Bryer y Wanfield estiman que el edificio fue construido durante el Imperio de Trebisonda o antes.

## Arquitectura
El canon arquitectónico de la iglesia está muy bien estudiado y pertenece a la escuela oriental de la época bizantina media y tardía. De acuerdo con el esquema de planificación, numerosos edificios similares se encuentran a lo largo de todo el litoral norte del Mar Negro.
La longitud del espacio interior del templo es de 14,30 m y el ancho es de 8 m. La iglesia está dotada de tres ábsides en el lado este, y el ábside central está significativamente adelantado y es poligonal. 
El edificio está casi completamente cubierto de árboles y arbustos; por lo tanto, es difícil discutir los detalles del monumento. Además, en el lado oeste se levanta una casa moderna, de modo que el espacio interior del templo se parece al patio de esta casa, por lo que no está claro si la iglesia contenía un nártex en el lado oeste. 